# Seasons (カントリー・ガールズのアルバム)
『Seasons』（シーズンズ）は、2019年3月6日にアップフロントワークス（UP-FRONT WORKSレーベル）より発売されたカントリー・ガールズのミニアルバムである。

## 概要
- カントリー・ガールズとしては初のCDアルバム。
- カントリー・ガールズ名義でのCDは、2017年2月8日リリースの5thシングル『Good Boy Bad Girl/ピーナッツバタージェリーラブ』以来2年1か月ぶりである。
- 梁川奈々美ラスト参加作品。
- 同年1月2日より開催されたハロー!プロジェクトのコンサートツアー『Hello! Project 20th Anniversary!! Hello! Project 2019 WINTER ～YOU & I / NEW AGE～』にて会場先行販売[1]。
- リリースに先駆けて、同年2月6日より全曲が各音楽配信サイトにて先行配信された[2]。

## 収録曲
| #  | タイトル                                         | 作詞       | 作曲         | 編曲           | 時間 |
| -- | ------------------------------------------------ | ---------- | ------------ | -------------- | ---- |
| 1. | 「弱気女子退部届」                               | 児玉雨子   | 加藤裕介     | 加藤裕介       | 4:24 |
| 2. | 「小生意気ガール」                               | 福田花音   | ジンツチハシ | 平田祥一郎     | 3:24 |
| 3. | 「書いては消しての “I Love You”」                | 前山田健一 | 前山田健一   | 鈴木智貴       | 3:29 |
| 4. | 「待てないアフターファイブ」                     | 児玉雨子   | 石井健太郎   | 石井健太郎     | 4:04 |
| 5. | 「傘をさす先輩」                                 | 福田花音   | KOUGA        | KOUGA          | 4:10 |
| 6. | 「愛おしくってごめんね('19 five girls version)」 | 児玉雨子   | 加藤裕介     | 加藤裕介/A-bee | 4:04 |

## リリース日一覧
| 地域 | リリース日   | レーベル       | 規格                                              | カタログ番号 |
| ---- | ------------ | -------------- | ------------------------------------------------- | ------------ |
| 日本 | 2019年2月6日 | UP-FRONT WORKS | ダウンロードアルバム                              | UFCW-1138    |
| 日本 | 2019年3月6日 | UP-FRONT WORKS | CD（ミニアルバム）                                | UFCW-1138    |
| 日本 | 2019年3月6日 | UP-FRONT WORKS | ハイレゾダウンロードアルバム （FLAC 96kHz/24bit） |              |